# Водное (Крым)
Во́дное (до 1945 года Коя́ш укр. Водне , крымскотат. Qoyaş, Къояш) — село в Симферопольском районе Республики Крым. Входит в состав Пожарского сельского поселения (согласно административно-территориальному делению Украины — Пожарского сельского совета Автономной Республики Крым).

## Население
| 2001 | 2014 |
| ---- | ---- |
| 992  | ↘875 |

Всеукраинская перепись 2001 года показала следующее распределение по носителям языка
| Язык             | Процент |
| ---------------- | ------- |
| русский          | 53,33   |
| крымскотатарский | 30,54   |
| украинский       | 15,83   |
| другие           | 0,1     |

### Динамика численности
| - 1864 год — 61 чел. (немцы) - 1926 год — 180 чел. - 1939 год — 227 чел. - 1974 год — 541 чел. | - 1989 год — 726 чел. - 2001 год — 992 чел. - 2009 год — 986 чел. - 2014 год — 875 чел. |

## Современное состояние
В Водном 14 улиц и 1 переулок, площадь, занимаемая селом, 94,7 гектара, на которой в 281 дворе, по данным сельсовета на 2009 год, числилось 986 жителей, работает магазин Крымпотребсоюза.

## География
Село Водное расположено на западе района, в долине реки Западный Булганак в среднем течении, в пределах Внешней гряды Крымских гор, у границы с Бахчисарайским районом, высота над уровнем моря — 112 м. Село лежит на 15 километре шоссе 35-К-011 Симферополь — Николаевка (по украинской классификации Т-01-06)), ближайшая железнодорожная станция Симферополь — примерно в 20 километрах. Соседние сёла: вплотную примыкающие с востока Пожарское и с запада — Лекарственное.

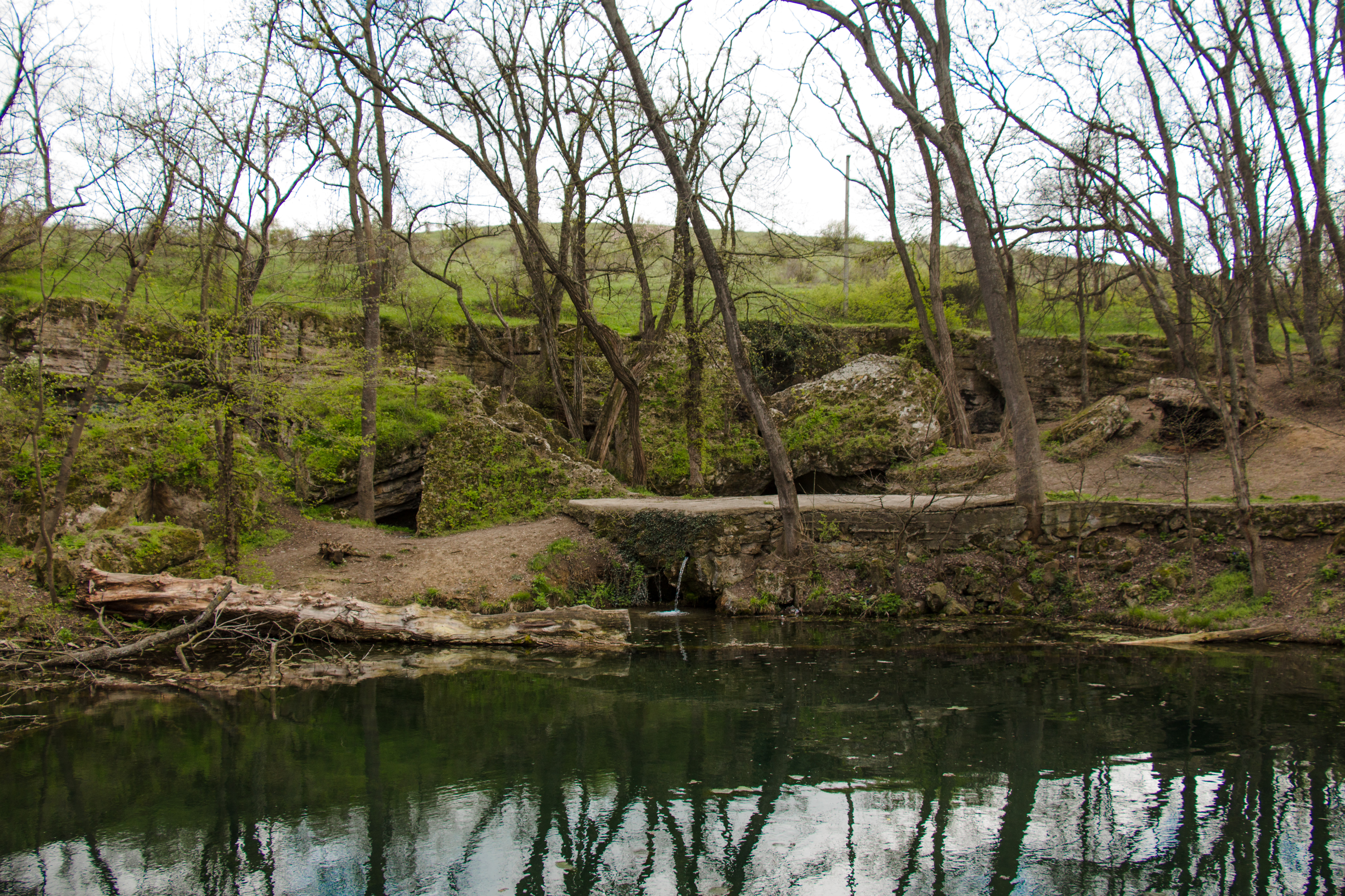
Плачущая скала

Южнее на левом берегу реки Западный Булганак расположен заказник «Плачущая скала», созданный в 1989 году с общей площадью 21,7 гектара.

## История
Кояш впервые упоминается в Камеральном Описании Крыма 1784 года, как деревня Бахчисарайского кадылыка. Бахчисарайского каймаканства. После присоединения Крыма к России (8) 19 апреля 1783 года, (8) 19 февраля 1784 года, именным указом Екатерины II сенату, на территории бывшего Крымского Ханства была образована Таврическая область и деревня была приписана к Симферопольскому уезду. После Павловских реформ, с 1796 по 1802 год, входила в Акмечетский уезд Новороссийской губернии. По новому административному делению, после создания 8 (20) октября 1802 года Таврической губернии, территориально относилась к Актачинской волости того же уезда. Видимо, деревня была покинута жителями, массово эмигрировавшими в конце XVIII века в Турцию, так как в Ведомости о всех селениях, в Симферопольском уезде состоящих… 1805 года Кояш не записан, а на карте 1817 года обозначен, как пустующий.
Вновь поселение, как хутор Кояш, появляется на карте 1836 года, как и на карте 1842 года. В 1860-х годах, после земской реформы Александра II, деревню приписали к Сарабузской волости. В «Списке населённых мест Таврической губернии по сведениям 1864 года» по результатам VIII ревизии 1864 года, уже немецкая деревня из 4 дворов, с 61 жителем и водяной мельницей, несёт 3 названия: Криничка, Кояш-Кангыл и Берштадт (на трёхверстовой карте 1865—1876 года — колония Бергштадт, с 8 дворами). В «Памятной книге Таврической губернии 1889 года» ни под одним названием поселение не фигурирует, а на подробной карте 1892 года на его месте безымянная усадьба. С началом первой мировой войны Кронентальскую волость переименовали в Булганакскую и, по Статистическому справочнику Таврической губернии. Ч.II-я. Статистический очерк, выпуск шестой Симферопольский уезд, 1915 год, в имении Кояш (Шнейдера Фр. Фр.) Булганакской волости Симферопольского уезда числился 1 двор без жителей.

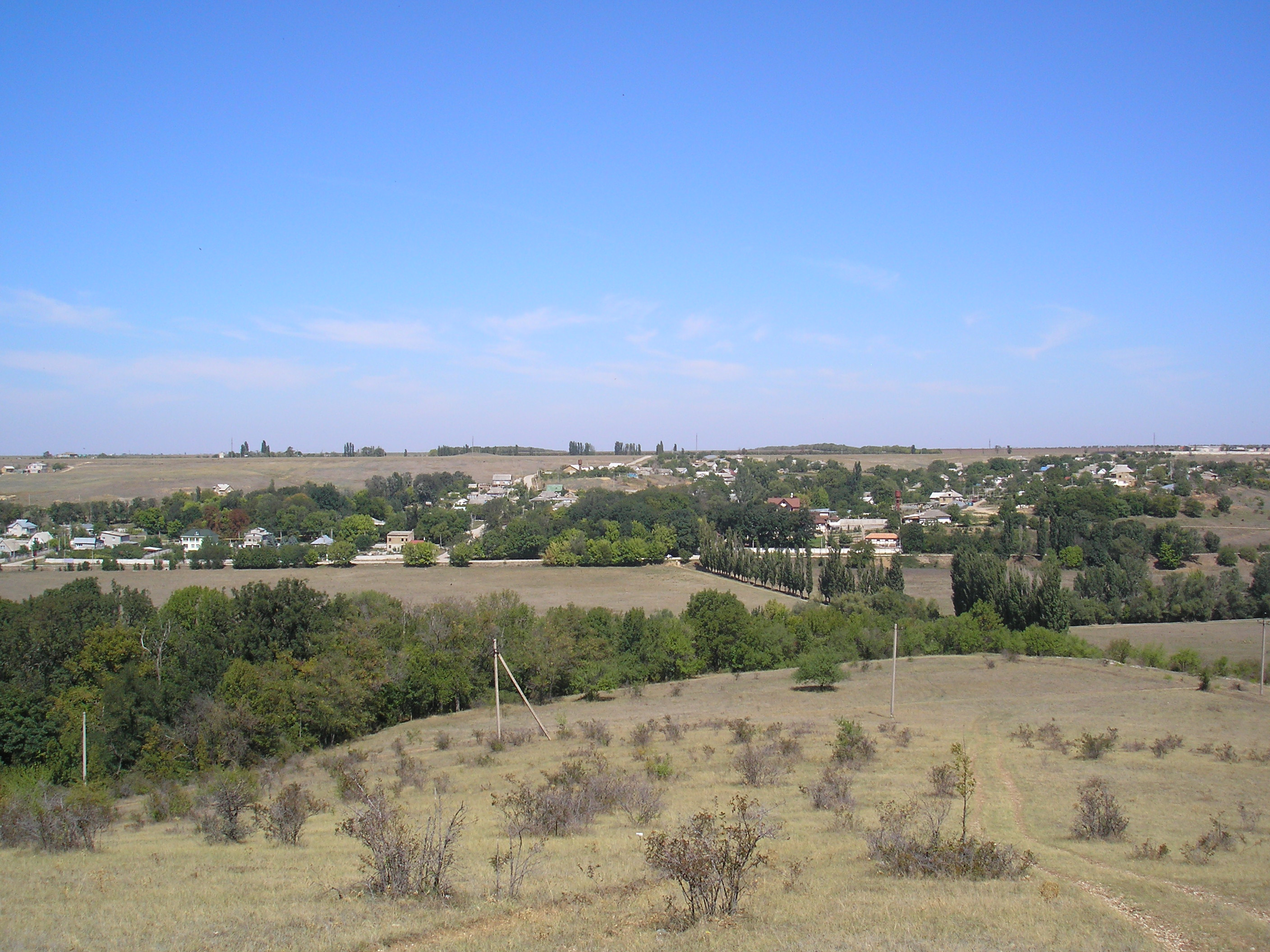

После установления в Крыму Советской власти, по постановлению Крымревкома от 8 января 1921 года была упразднена волостная система и село включили в состав вновь созданного Подгородне-Петровского района Симферопольского уезда, а в 1922 году уезды получили название округов. 11 октября 1923 года, согласно постановлению ВЦИК, в административное деление Крымской АССР были внесены изменения, в результате которых был ликвидирован Подгородне-Петровский район и образован Симферопольский и село включили в его состав. Согласно Списку населённых пунктов Крымской АССР по Всесоюзной переписи 17 декабря 1926 года, в селе Кояш, Булганакского сельсовета Симферопольского района, числилось 46 дворов, все крестьянские, население составляло 180 человек, из них 68 татар, 57 русских, 36 украинцев, 8 белорусов, 5 немцев, 4 эстонца, 2 еврея, действовала татарская школа. В 1930-х годах Булганакский сельсовет был преобразован в Кояшский.
В 1944 году, после освобождения Крыма от фашистов, согласно Постановлению ГКО № 5859 от 11 мая 1944 года, 18 мая крымские татары были депортированы в Среднюю Азию. 21 августа 1945 года, указом Президиума Верховного Совета РСФСР, Кояшский сельсовет был переименован в Водновский и селение Кояш в Водное. С 25 июня 1946 года Водное в составе Крымской области РСФСР, а 26 апреля 1954 года Крымская область была передана из состава РСФСР в состав УССР. Указом Президиума Верховного Совета УССР «Об укрупнении сельских районов Крымской области», от 30 декабря 1962 года Симферопольский район был упразднён и Водное присоединили к Бахчисарайскому. 1 января 1965 года, указом Президиума ВС УССР «О внесении изменений в административное районирование УССР — по Крымской области», вновь включили в состав Симферопольского. С 12 февраля 1991 года село в восстановленной Крымской АССР, 26 февраля 1992 года переименованной в Автономную Республику Крым. В период с 1 января по 1 июня 1977 года центр сельсовета был перенесён в село Пожарское и совет переименован в Пожарский. С 21 марта 2014 года — в составе Республики Крым России.